# Іваницька сільська рада (Недригайлівський район)
Іва́ницька сільська́ ра́да — колишній орган місцевого самоврядування в Недригайлівському районі Сумської області. Адміністративний центр — село Іваниця.

## Загальні відомості
- Населення ради: 980 осіб (станом на 2001 рік)

## Населені пункти
Сільській раді були підпорядковані населені пункти:
- с. Іваниця
- с. Зелене
- с. Клин
- с. Чемоданівка

## Склад ради
Рада складалася з 14 депутатів та голови.
- Голова ради: Олійник Сергій Васильович
- Секретар ради: Кононенко Тетяна Іванівна

### Керівний склад попередніх скликань
| Прізвище, ім'я, по батькові | Основні відомості                                                         | Дата обрання | Дата звільнення |
| --------------------------- | ------------------------------------------------------------------------- | ------------ | --------------- |
| Олійник Сергій Васильович   | Сільський голова, 1971 року народження, освіта вища, член Народної партії | 26.03.2006   | 31.10.2010      |
| Олійник Сергій Васильович   | Сільський голова, 1971 року народження, освіта вища, член Партії регіонів | 31.10.2010   |                 |

Примітка: таблиця складена за даними сайту Верховної Ради України